# برويز قليج خاني
برويز قليج خاني (بالفارسية: پرویز قلیچ‌خانی)، من مواليد 4 ديسمبر 1945م في طهران، وهو لاعب كرة قدم إيراني سابق، شارك في عدة بطولات محلية وإقليمية، ومنها دورة الألعاب الآسيوية 1966 ودورة الألعاب الأولمبية 1964 و1972، وتحقيق كأس آسيا 1976م.

## وصلات خارجية
- Ghelichkhani at TeamMelli.com
- (بالفارسية) Arash Magazine
- برويز قليج خاني على موقع الاتحاد الدولي (مؤرشف)  (الإنجليزية)
- برويز قليج خاني على موقع قاعدة بيانات كرة القدم.إي يو (الإنجليزية)
- برويز قليج خاني على موقع ناشيونال فوتبول تيمز (الإنجليزية)
- برويز قليج خاني على موقع أوليمبيديا (الإنجليزية)
- NASL stats